# Borovszky Oszkár
Borovszky Oszkár (Pincéd, 1894. december 24. – Marosvásárhely, 1966. szeptember 4.) színész.

## Életrajza
Borovszky Oszkár 1894. december 24-én született Pincéden. Felesége: Kőszegi Margit színésznő volt. Beiratkozott a Színművészeti Akadémiára, ahol évfolyamtársai voltak Bajor Gizi, Péchy Blanka, Baló Elemér is. 1918-ban az olasz frontról hazatérve Feld Mátyás budapesti társulatának vendégeként Tóth Ede: A falu rossza című színművében Göndör Sándor szerepében lépett először színpadra. 1920-ban került Tordára, Fehér Imre színtársulatához, majd 1923–1935 között különböző együttesekkel lépett fel Szatmáron, Aradon, Nagyváradon főként operett-bonvivánként és népszínművek daliás hőseként. 1935-ben szerződött a kolozsvári Thália Színtársulathoz. Új társulatában, majd a Nemzeti Színházban és a kolozsvári Állami Magyar Színházban jelentős hős- és karakterszerepeket játszott. 1946-ban alapító tagként a marosvásárhelyi Székely Színházhoz szerződött át, ahol kiemelkedő jellemszínésszé lett. Szép, férfias hangja, hibátlan hangsúlya a prózai színművekben is zenei élményt nyújtott. Élete során 379 darabban lépett színpadra.
1966. szeptember 4-én 72 évesen Marosvásárhelyen érte a halál.

## Főbb szerepei
- Flambeau (Rostand: A sasfiók)
- Petur (Katona J.: Bánk bán)
- Besszemenov (Gorkij: Kispolgárok)
- Csáki vajda (Kós K.: Budai Nagy Antal)
- Csányi (Illyés Gyula: Fáklyaláng)
- Zseleznov kapitány (Gorkij: Vassza Zseleznova)
- Jegor Bulicsov (Gorkij: Jegor Bulicsov és a többiek)
- Öreg Nagy (Bródy S.: A tanítónő)